# Xian de Dongning
Le xian de Dongning (chinois : 东宁县 ; pinyin : Dōngníng Xiàn), autrefois Jianzhou (建州, jiànzhōu) est un district administratif de la province du Heilongjiang en Chine. Il est placé sous la juridiction de la ville-préfecture de Mudanjiang.

## Démographie
La population du district était de 205 016 habitants en 1999.